# 川天狗

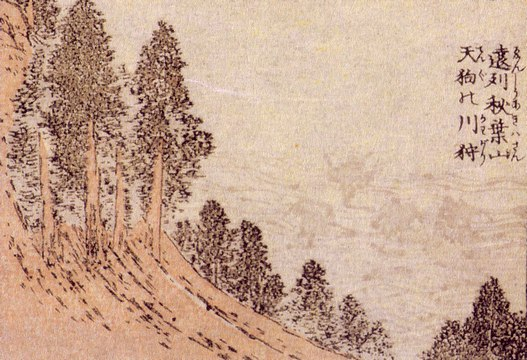
葛飾北斎『北斎漫画』より「遠州秋葉山 天狗の川狩」（川で魚を獲る川天狗）

川天狗（かわてんぐ）は、東京都奥多摩、西多摩郡小河内村（現・奥多摩町）、埼玉県秩父地方、神奈川県津久井郡（現・相模原市）、山梨県南都留郡の道志川に伝わる妖怪。天狗の中でも水辺に好んで住み着くものといわれる。

## 概要
東京の小河内村では、多摩川にある大畑淵という大きな淵に住んでおり、人間に危害を加えることはなく、いつも岩の上に寂しそうに座り、物思いにふけっていたという。ある年の春に姿を消したが、その年の秋にまた姿を現し、その隣に1人の美しい天狗の娘が寄り添っており、彼女に膳椀を貸した者は、礼としてミミズが熱病の薬になることを教わったといわれている。また、大河内と氷川の境にある水根渓谷には山天狗と共によく現れ、曇りの日や雨の夜、振袖姿で傘をさし、激しい山崩れの音を立てたという。また、渓谷で人に激しい飛沫の滝を見せたり、激流の音を聞かせることもあるが、この際に道の畦に足を踏み入れて谷を覗き込もうとすると、真っ逆様に川に落とされてしまうという。
神奈川県津久井郡内郷村（現・相模原市緑区）では川天狗は姿を現すことはなく、夜に人が川で漁をしていると、大きな火の玉が突然転がって来ることがあり、これが川天狗の仕業とされていた。このような時は、河原の石の上を洗い清め、獲れた魚を供えるとこの怪異は失せたという。また人が川に網を放つと、川天狗も姿を見せずに網を放つ音を立てたという。誰もいないのに大勢の人声が聞こえたり松明の火が盛んに見えるものも、川天狗と呼ばれた。
埼玉県秩父市や山梨県の道志川でも神奈川と同様の怪異がある。民俗学者・伊藤堅吉による山梨県道志村の村史『道志七里』によれば、道志村では川天狗が川に住んで魚を好み、怪火を発するとある。ある川で人が死ぬと、その川のそばにある3本のトチの古木から青い火の玉を発したという。また、道志川のクソマタ淵という場所で子供が釣りをしていると、川天狗が黒い坊主姿で現れ「子供! 子供!」と呼んだという。夜に人が釣りをしていると、川天狗が網をうつ音を立てることもあり、その怪異に遭うと絶対に魚が釣れなくなったという。静岡県でも川天狗は川での漁を好むといわれる。
関東地方から中部地方にかけては天狗火と呼ばれる怪火が伝わっているが、神奈川県や山梨県の山間部では、この天狗火は川天狗によるものといわれている。